# Grimsmåla naturreservat
Grimsmåla är ett naturreservat i Ringamåla socken i Karlshamns kommun i Blekinge.
Reservatet bildades 1979, utvidgades 2010 och omfattar 20 hektar. Området är beläget norr om Asarum och består av rullstensås och kulturlandskap i Mieåns dalgång.

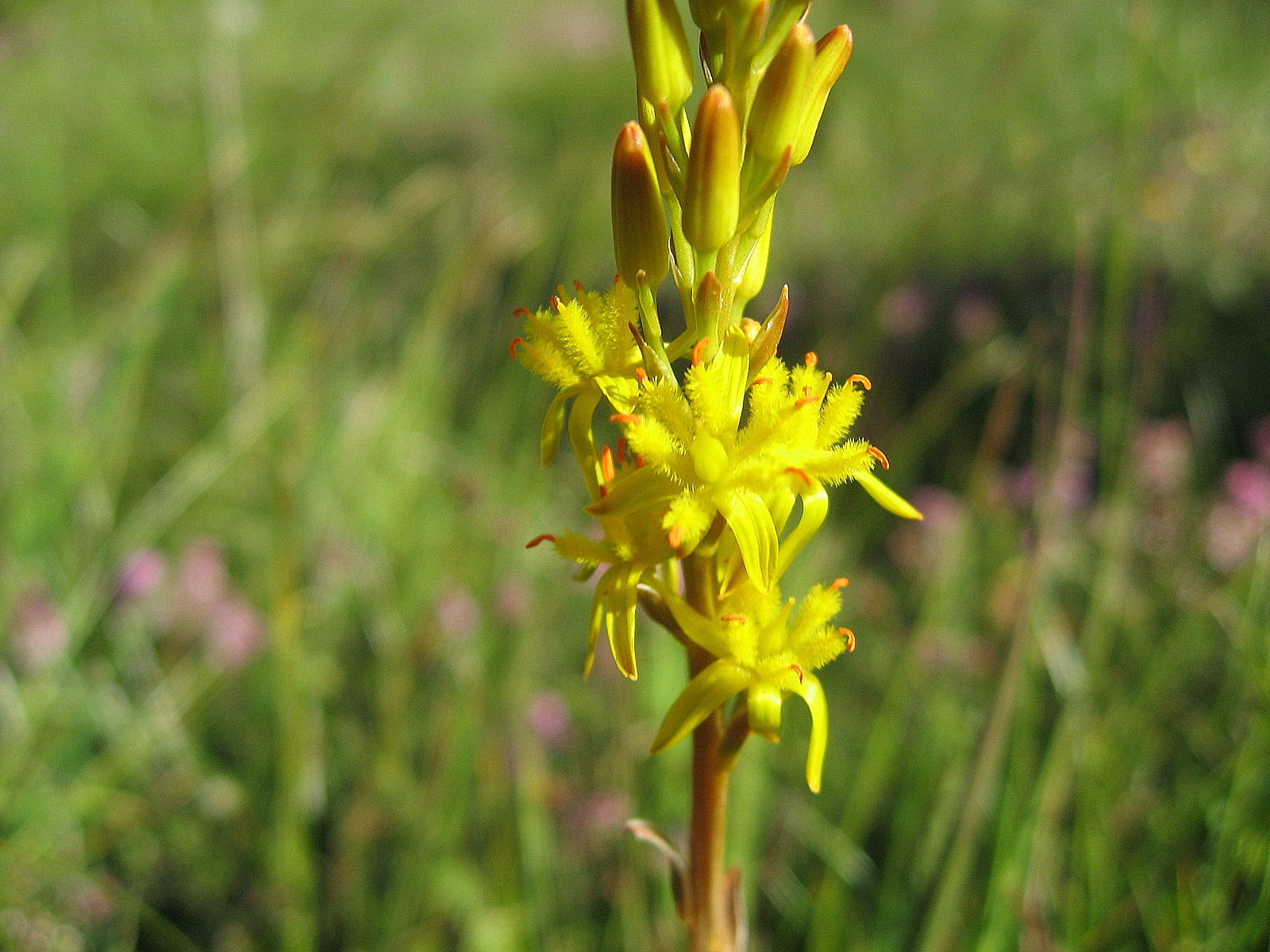
Myrlilja

På sluttningarna växer lövskog med visst inslag av barrträd. På den östra sidan växer ask och lind. Området öster om Mieån är fuktigare och har utnyttjats som slåttermark. Myrlilja förekommer i reservatet.
Det är även ett område där sällsynta fladdermössarter trivs. I ån förekommer mienöring och den rödlistade flodpärlmusslan.
Naturreservatet ingår i EU:s ekologiska nätverk, Natura 2000.